# 田畛
田畛（1942年1月—），山西人，中华人民共和国政治人物。
1993年3月，担任山西省长治市市长。后升任山西省人事厅厅长。1995年2月，担任山西省政协提案委员会副主任。